# Amous
Amous – rzeka we Francji, przepływająca przez tereny departamentów Gard, o długości 9,9 km. Stanowi dopływ rzeki Gardon d'Anduze.